# 風之谷 (漫畫)
《風之谷》是由日本動畫導演宮崎駿於1982年至1994年期間，在動漫雜誌《Animage》上所連載的漫畫作品。內容上是採用末日幻想作為題材，故事架構在一個過去興盛的文明因受到毀滅，之後大地遍佈著遭毒素污染的環境，以及充斥著巨大異形化昆蟲的世界裡。
此系列作品共推出7集單行本，全冊有累積超過1,000萬本以上的銷售成績，且被翻譯成多國語言在日本海外推出。所改編的動畫電影則由宮崎駿本人執導、Topcraft動畫工作室製作，在1984年春季期間於日本上映，動畫版的故事部份為引用作品中前兩集內容。

## 世界觀
故事場景是架構在一個過去歷史曾有一段輝煌工業文明，之後因文明污染大地環境，加上發生一場被稱呼為「火之七日」、幾乎將世上一切給摧毀的戰爭後所殘留下來的世界。

### 風之谷
風之谷是由艾弗達魯族組成，位於邊境且國民不足五百人的國家，人口數量正在不斷遞減，因有海風吹拂的關係，所以土地免於來自腐海孢子的侵入。風之谷因擁有一艘砲艇作為防衛武力，所以雖鄰近大國多魯美奇亞王國但仍保有自治的權利。風之谷另存著當多魯美奇亞發生戰爭時需加入援助的義務盟約來保衛國家。

### 培吉特市
培吉特市是與風之谷一樣是位於邊境的國家，過去曾和軍事國家多魯美奇亞結盟，後來某日因為在地底坑道內發現到過去古文明所殘留下來、而且外形保持良好的巨人型兵器巨神兵，被多魯美奇亞軍給聽聞，成為奪走該人型兵器的目標，因此被多魯美奇亞軍給摧毀而亡。

### 多魯美奇亞
位於風之谷東方的巨大軍事國家，曾和培吉特市與風之谷等國家結盟，王都特拉斯是架構在一處巨大的廢墟上。該國皇家徽章上是以互相纏繞鬥爭的雙頭蛇作為象徵，暗示著每個歷代的皇族成員們彼此間對於權力的爭奪。

### 土鬼諸候國聯合
位於風之谷南方的土鬼諸候國聯合是由共五十一個國家所組成的聯合大國，每個歷代的統治者皆具有著超能力。該國的聖都修瓦存在著黑色的陵墓，其陵墓裡藏有著上古文明所留下用於進行生物改造技術且具有自我意識的科技生命體。而土鬼國內另有培育著名為席得拉、具備怪力的生物兵器。

### 腐海
腐海是由被過去滅亡的舊文明所污染的大地上，重新出現的生態世界。在腐海裡頭有著會散播孢子的巨型植物、或是巨大化的蟲子，其中外觀如節狀模樣、有著有14隻眼晴的王蟲，是腐海裡最巨大的蟲類生物，也是所有蟲群的領袖。在腐海一帶活動的住民，有著平時靠驅使蟲子探索珍貴物品維生、被週遭歧視為低等人民的馴蟲師。而馴蟲師的先祖之一是居住於腐海更深處、生活上不使用火、與蟲子共生、被稱為森林人的族群（但實際情況卻是相反的）。腐海背後真正的來歷是由舊文明所創造出的人工環境，作為再造星球環境的階段之一。

## 劇情
在巨大產業文明毀滅後的一千年中倖存的人類在充斥著巨型蟲子、被稱為腐海的孢子森林、毒素污染的大地上重新建立國度生存著。某日列強之一的多魯美奇亞王國與敵對的土鬼諸候國聯合發起戰爭，與多魯美奇亞有盟約關係的小國風之谷因族長基爾因病重在身，便由他的女兒也就是風之谷的公主娜烏西卡出面代表著風之谷一方加入多魯美奇亞的陣營。
在戰爭的過程裡，土鬼一方雖靠著製作出瘴氣之類的生物武器來給予多魯美奇亞痛擊，但這些瘴氣武器隨後發生異變也危害到土鬼國內的人民、以及造成腐海森林內的巨型蟲子們產生失控。之後娜烏西卡注意到，在腐海裡的王蟲會自行去接觸些異變的瘴氣，讓自己身軀沾滿瘴氣裡的粘菌合而為一來淨化大地。讓娜烏西卡推測來自腐海森林的動植物是自然為了清除過去遭污染的環境所存在的。但隨後不久她進一步得知在土鬼的聖都修瓦裡頭存在著藏有過去文明技術的巨大陵墓，而陵墓裡會依照時間計劃來進行對大地上的生態做出改變。其中腐海生態就是計劃的步驟之一，當腐海淨化完大地上的毒素後就會被註定走向滅亡的命運。腐海是由人工所造出的實情雖顛覆娜烏西卡過去的認知，但娜烏西卡選擇直接對抗對方，要前去聖都修瓦將其陵墓給封印住來阻止對方操弄生態，以保護所有生命能有活著來感受世間美麗與殘酷的權利。

## 角色

### 風之谷
主角娜烏西卡是名十六歲、風之谷族長基爾的獨生女兒，有著溫柔、聰敏堅毅、關愛世上生物的性格。娜烏西卡身懷著像是念力般的特殊能力，並有習得優異的劍技，也了解懂得操控飛行翼、或是駕御鳥馬之類動物。她平時探索研究著腐海的生態，並想推論出腐海出現在世上的背後真正起因。因風之谷與多魯美奇亞之間盟約的緣故，她代表風之谷出征援助多魯美奇亞一方的陣營。之後在出征過程裡，她陸續相識各種形形色色的人們並且了解到位在土鬼的聖都修瓦內遺留著能按照計劃、改造世上生態的古文明技術，決定起身反抗聖都修瓦的古文明技術，讓世人與生物能擁有生存在這世上的權利。
娜烏西卡的週遭人物之中，娜烏西卡的父親基爾因身體長期受到來自腐海的毒素污染而全身僵化臥在病床。基爾的舊識猶巴是娜烏西卡的導師有著腐海第一劍客的稱號，為了找出腐海的祕密而不停旅行，隨後與培吉特市的少年阿斯貝魯和土鬼的少女桂嘉三人一同結伴行動。米特是服侍基爾的忠臣、以及駕駛風之谷砲艇的好手，他在基爾去世後遵守對方的遺言全力協助娜烏西卡。樹松鼠迪多是在遭大王蜻蜓攻擊時被猶巴所救的動物，之後被猶巴送給娜烏西卡扶養，牠被娜烏西卡收留後便一路忠心跟隨在她身旁。

### 培吉特市
來自培吉特市的阿斯貝魯是為了報復國家遭到多魯美奇亞軍的毀滅，而獨自駕駛砲艇朝向多魯美奇亞飛行軍機攻擊的少年。他在砲艇被擊毀後掉入腐海森林裡遭大量昆蟲的攻擊時被娜烏西卡所拯救。阿斯貝魯之後與娜烏西卡的導師猶巴、以及來自土鬼的少女桂嘉相遇，三人一同行動企圖找出一切事件背後的祕密。阿斯貝魯的孿生妹妹拉絲黛兒為了不讓啟動巨神兵的秘石落入多魯美奇亞軍隊的手中，她在國家被摧毀後和少數倖存的市民搭上唯一的飛行貨船逃向鄰國請求庇護時，因為躲進腐海停留時被地蟲給查獲，加上有人殺害地蟲引來地蟲群的攻擊使貨機墜落起火墜機焚毀不幸罹難，臨終前將秘石交託給娜烏西卡。

### 多魯美奇亞王國
位於風之谷東方的王國多魯美奇亞部份，該國的第四王女庫夏娜初期與娜烏西卡雖有立場上的爭執；但之後兩人慢慢互相理解，而成為彼此信賴的夥伴。庫夏娜深受著下屬愛戴，因身為領導者緣故她鮮少表現出個人情緒，但在一些場合裡也會流露出溫情一面，而她小時有著因為被捲入皇室權力的鬥爭造成自己的母親為了自己而自願服下毒酒而發瘋變異的終局。庫夏娜的週遭人物中參謀克羅托瓦雖懷有企圖掌權的計畫，但能在庫夏娜陷入困境時願意採取行動替她解圍。而她的三位皇兄、父親烏王（）內心都有著想除掉深受部下擁戴的庫夏娜，其中烏王雖個性暴戾但在見到娜烏西卡後欣賞她既能夠慈悲待人、也能在必要之時採取殘酷手段的行事風格而甘願為她犧牲生命。

### 土鬼諸候國聯合
密喇魯帕是統治土鬼諸候國聯合、擁有著超能力的君王，過去內心曾懷抱著理想，但之後因看遍人類所作出愚蠢行為，加上害怕死亡以及失去權力，慢慢成為一名暴君。密喇魯帕的哥哥納姆利斯雖然沒擁有超能力，但內心計劃想奪取權力的陰謀並有着想顛覆世界的野心。密喇魯帕摩下有著一位名叫察魯卡、內心忠誠的司令官，起初他對會造成密喇魯帕威脅的娜烏西卡抱持著敵意，在人造森林變成突變種粘菌準備以身殉國時被對方所救，在與她交流後開始重新思考自己過去想法。
土鬼諸候國聯合裡的瑪尼族上人是名深受民眾愛戴，並反對密喇魯帕所做出暴政的憎侶，他深信娜烏西卡是名能夠給予未來帶來希望的「藍衣人」，並願意為了娜烏西卡及猶巴一行人躲避密喇魯帕的追擊而犧牲自己生命。桂嘉是一名服侍著瑪尼族上人的土鬼少女，她在上人死後與阿斯貝魯及猶巴一同行動，並隨後慢慢能試著理解與土鬼對立的多魯美奇亞一方。居住於一座古老殿堂的孩年奇克克，是過去遭土鬼神聖皇帝所殺害的王族庫爾巴爾卡殘存下來的後裔，他擁有強大的念力，內心認定娜烏西卡為傳說中乘著白翼的使者，而自願追隨在對方身旁。

### 腐海
居住於腐海深處的森林人瑟爾穆具有著特殊念力，知悉腐海環境的一切、能夠感應蟲子的心境，拯救過昏迷於王蟲漿液裡的娜烏西卡。能在娜烏西卡內心感到迷惘時給予有力的幫助並且愛慕著對方。瑟爾穆有一位名叫瑟萊妮的妹妹，她在猶巴一行人來到腐海時提供許多協助。

### 巨神兵
從培吉特市挖掘出的古文明巨人型兵器巨神兵在透過修復，以及娜烏西卡從來自亡國培吉特市的公主拉絲黛兒交託的秘石給重新喚醒，被喚醒後將娜烏西卡視為自己的母親並被她賜予名為奧瑪的名字。奧瑪在剛被喚醒時僅有著像幼兒般的心智，在與娜烏西卡交流後則急速發展出成人般的人格並願意聽從她的指示去摧毀位於土鬼聖都修瓦內、掌控世上一切生物存活權利的陵墓。雖然遭到對方武力攻擊而身軀嚴重毀損；但也以口中發出的光束回擊陵墓建築本體。但在臨終前對娜烏西卡表示著說出自己是她內心感到引以為傲的兒子。

## 創作過程
在1981年，出版商德間書店的經營者德間康快有意將公司朝向影片、音樂、文字等媒體領域發展，其企業旗下的動畫雜誌《Animage》副編輯長鈴木敏夫便開始找尋可行的企劃。之後鈴木敏夫聯繫了在動畫界的友人宮崎駿，與對方進行各種了討論。
鈴木敏夫隨後向德間書店提出了一份由宮崎駿構思、名為《戰國魔城》的企劃書，其作品內容為有著各種鎧甲武者、飛行機械、巨大人形兵器等等的幻想冒險動畫。但德間書店一方看過此企劃後，認為如果不是一部改編自某原著的動畫會缺乏吸引觀眾入場的賣點，便以此理由回退了宮崎駿的企劃。得知德間書店的回應後，宮崎駿便採取先自行創作一部漫畫，然後再改編自己作品成為動畫的方式來解決。
之後宮崎駿選擇在鈴木敏夫的雜誌《Animage》上創作漫畫，所構想出的則是名叫《風之谷》的作品。在開始進行連載前，宮崎駿為了作品風格問題，先試畫了細膩度由低到高三種程度的內容，請鈴木敏夫幫忙決定要採用何種方式。之後鈴木敏夫被細膩度最高的畫稿給震撼到，便建議讓宮崎駿選擇這種雖然最花時間；但最能表現出精彩內容的細膩畫風。
漫畫從1981年9月期間開始連載，中間雖曾在1984年改編成動畫上映，但當時漫畫的劇情尚未完結。動畫版《風之谷》公開上映後，後續數年因宮崎駿陸續投入製作《天空之城》、《龍貓》等動畫電影，導致此漫畫不時有連載暫時中斷的情形出現。《風之谷》一共耗盡了宮崎駿約13年時間的心力，最後在1994年春季連載結束，其劇情走向與主題思想也與動畫版本有著巨大差異。

## 靈感

### 娜烏西卡的由來

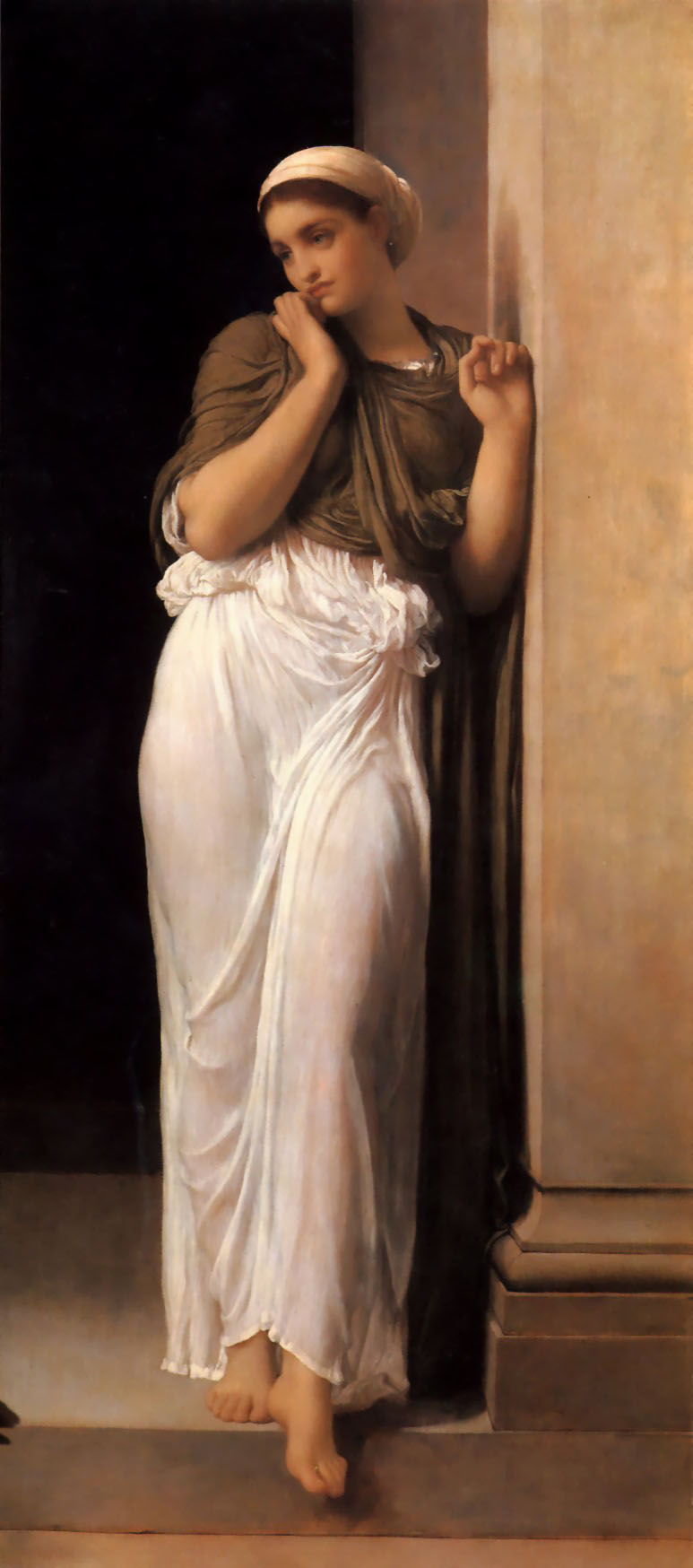
由弗雷德里克·雷頓所繪製的《奧德賽》角色瑙西卡，此漫畫主角引用了該名神話人物名字。

主角娜烏西卡的名字取自希臘史詩《奧德賽》的公主瑙西卡，在《奧德賽》中她是名拯救了受傷的英雄奧德修斯，並向對方產生愛慕之情的女性。其中宮崎駿偏好的版本是由美國作家伯納德·伊文史林（Bernard Evslin）在著作《眾神、半神、與惡魔》（Gods, Demigods and Demons）中所詮釋出喜愛幻想、有著感性特質的瑙西卡，由《奧德賽》原作者荷馬所描述的版本反而未能得到宮崎駿共鳴。
另外日本平安時代的故事集《堤中納言物語》中，一篇名為《愛蟲的公主》章節裡所提到的一位喜愛昆蟲、原野、不在意世俗對於女性儀態要求的少女，也影響到宮崎駿對於娜烏西卡的構思與塑造。
其中對宮崎駿本人而言，他心目中理想的瑙西卡，與愛蟲的公主在本質上都是屬於同一人。而宮崎駿讓娜烏西卡與一般奇幻作品女性角色的區別上，是將她內心即使有著其它想法，也必須先以族人的整體利益為考量、如此背負重責生存著。

### 背景設定

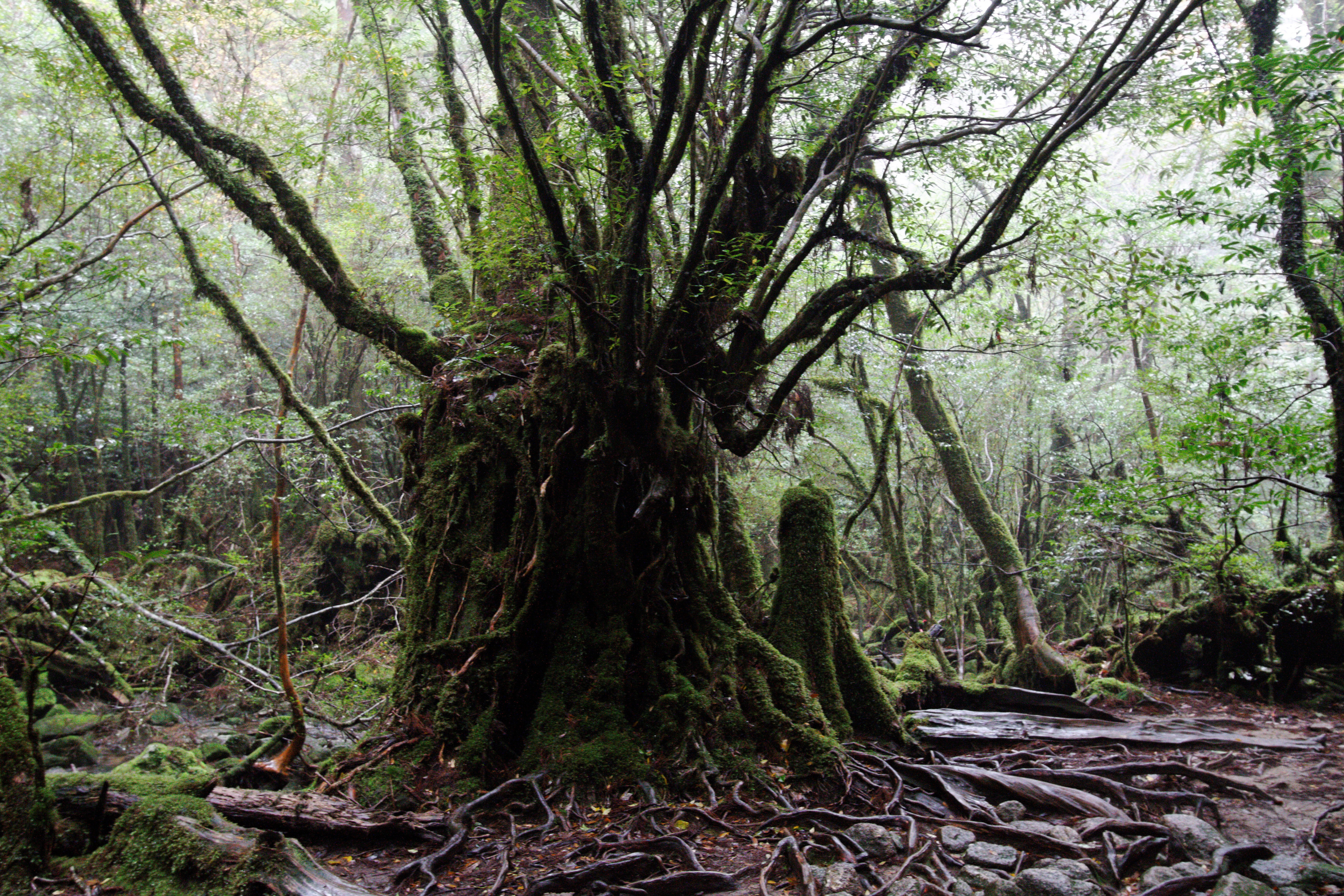
作為腐海場景參考來源的屋久島森林一景。

過去宮崎駿曾在報刊《少年少女新聞》上連載名為《沙漠之民》的漫畫，該作品是架構在幻想的中亞一帶、內容是一位名叫帖姆的少年為了殺父之仇而踏上旅程的冒險故事，其劇情裡所描述出嚴酷的生存環境，影響到往後宮崎駿在《風之谷》裡採用的世界觀。另外《沙漠之民》裡出現過的王都培吉特，該城市名稱有被宮崎駿採用在《風之谷》裡。
他人所影響的作品中，宮崎駿受到漫畫家諸星大二郎創作的《失樂園》劇情中生活在荒涼、毫無生機大地上的末來人類，為了尋找傳說能帶給人希望的地方「幸福沼澤」而冒險；但最後發現那裡只是被過去舊文明科技給洗腦的人民所居住地點，以上劇情所帶來的失落感、以及人類背負原罪而辛苦生存的描寫有深刻印象。由植物學者中尾佐助編寫的《栽培植物與農業的起源》一書中，對於日本過去歷史裡人民在自然環境裡所建立出的文化活動，間接影響到漫畫中娜烏西卡對於腐海森林的看法與分析。
日本海外作品方面，由美國漫畫家理查·柯賓所創作描述一頭大狗為了救回被惡魔給抓走的飼主，在搶救過程中牠逐漸進化出擁有人類心智的漫畫《洛夫》（Rowlf），讓宮崎駿曾一度想出《風之谷的雅菈》這樣的作品，此內容是一位名叫雅菈的族長女兒，她像《風之谷》的娜烏西卡般懂得用飛行具來駕御風，身旁另有一頭巨大的黑犬作為她的夥伴。另外像小說家法蘭克·赫伯特的著書《沙丘魔堡》系列裡人類與沙漠環境的共存、以及沙漠中的巨型生物「沙蟲」（Sandworm）如此設定；以及另一小說家布萊恩·艾爾迪斯的著作《溫室》，劇情裡人類存活在被巨大植物給覆蓋的環境等等以上內容，都間接刺激到宮崎駿對於《風之谷》中腐海生態環境以及巨大蟲子王蟲的構想。
社會現象部份，過去熊本縣水俁市的海灣因水銀污染緣故，變成曾經是沒有生物存活的地方；不過經過一段時間後，海灣裡出現了有魚群再次聚集的跡象，當時宮崎駿在得知此消息後內心產生相當大衝擊，而想創作表達出生命可以是如此般堅韌訊息的作品。
腐海的名稱構思來自於位於克里米亞內，因湖底淺且有大量淤泥、而容易散發出腐敗氣味的錫瓦什湖。在《風之谷》開始連載後幾個月，宮崎駿為了轉換心情兼取材有前往位於九州南端的屋久島，其一帶的原始森林風貌讓宮崎駿深受感動，影響了他對於腐海裡孢子森林的進一步描寫。

## 出版書籍
日語原版漫畫的各冊數由德間書店發行，單行本的書籍規格是採用比一般漫畫書還大的B5尺寸。單行本全7冊，在1996年德間書店另外推出將全7冊內容重印成上下兩集的豪華精裝版，以及2002至2003年期間重新推出的全7冊盒裝版。
海外譯本方面，繁體中文版是由台灣東販翻譯發行。英語方面是由碧日代理在北美與英國地方販售，碧日除了發行系列全7冊的英語版本外，也曾在2000年推出將系列整合成全4冊的盒裝版、以及2012年的上下兩冊精裝書。其它語言部份包含有由Planeta DeAgostini推出的西語版、Carlsen Verlag的德語版、以及Haksan Publishing的韓語版等等。
| 冊數 | 德間書店       | 德間書店           | 德間書店 | 台灣東販       | 台灣東販           |
| 冊數 | 發售日期       | ISBN               | 銷售量   | 發售日期       | ISBN               |
| ---- | -------------- | ------------------ | -------- | -------------- | ------------------ |
| 1    | 1982年9月25日  | ISBN 4-19-773581-2 | 185萬本  | 1995年7月20日  | ISBN 957-643-172-7 |
| 2    | 1983年8月25日  | ISBN 4-19-773582-0 | 180萬本  | 1995年8月10日  | ISBN 957-643-203-0 |
| 3    | 1984年12月1日  | ISBN 4-19-775514-7 | 170萬本  | 1995年9月20日  | ISBN 957-643-211-1 |
| 4    | 1987年3月1日   | ISBN 4-19-777551-2 | 160萬本  | 1995年10月20日 | ISBN 957-643-214-6 |
| 5    | 1991年6月30日  | ISBN 4-19-771061-5 | 145萬本  | 1995年11月20日 | ISBN 957-643-215-4 |
| 6    | 1993年12月20日 | ISBN 4-19-773120-5 | 131萬本  | 1995年12月20日 | ISBN 957-643-216-2 |
| 7    | 1995年1月15日  | ISBN 4-19-770025-3 | 130萬本  | 1996年1月20日  | ISBN 957-643-217-0 |

## 反應

### 銷售
在改編的動畫版上映之前，《風之谷》第一集的銷售量大約是5萬本。等動畫版上映後，此作品獲得到大量的關注而刺激了銷售量。
漫畫連載結束前，各冊總累積了約527萬本銷售量。到了連載結束後，7冊各集陸續再版皆有累積賣出超過100萬本的成績，至2005年期間全部加總達到1100萬本以上銷售成績，其中第一集曾有重印了87次以上的再版。

### 評價
塔夫茨大學的日本節目文化教授及動漫評論家蘇珊·納皮爾認為這部漫畫具備著趣味、以及引人入勝的幻想，呈現出奇幻作家J·R·R·托爾金的描述風格。她並且認為漫畫版的庫夏娜與動畫版本相較之下，就像是娜烏西卡個人的分身，有著更複雜以及更令人同情的描寫，呈現出更真實的女性主義表現。英國新聞記者保羅·格維特（Paul Gravett）在他的著書《你死前必看的1001本漫畫》（1001 Comics You Must Read Before You Die）中，有把《風之谷》列為清單裡的作品之一。
媒體網站方面，日本文化評論站台Japanator表示《風之谷》是部令人驚奇的漫畫，有著好的角色、優秀的劇情，無論你個人對於宮崎駿的看法如何，都是值得一讀的作品。動畫新聞網則稱讚這是部宮崎駿從過去至今最好的作品，漫畫版含有超出動畫版更具深度的情節和角色描寫，在動作場景上遠比《魔法公主》浩大、情感表現上遠比《神隱少女》優異，宮崎駿在這部漫畫完全展現出他一切的潛力，是部所有人都應讀過一次的漫畫。

### 宮崎駿的自評
宮崎駿覺得，若漫畫版劇情走向與連載中途所翻拍之動畫版兩者相同的話，會是一件沒有意義的事，因此不把兩者當成同一作品處理。因為創作這部漫畫時本身並無意把環境保護的概念作為劇情主題之一，所以對於有些因為先看過動畫版而對於漫畫版劇情有所誤解的讀者，他認為也是無可奈何的事。
在漫畫連載的過程裡，宮崎駿提及90年代南斯拉夫動亂是最令他感到衝擊的一件事，該地區的衝突讓宮崎駿引入「只要是戰爭，即使是打著正義的名義出兵，到最後也不會有真正的正義」如此概念到作品裡。而描寫劇中土鬼諸候國聯合崩壞的劇情時，正逢蘇聯解體期間，兩件事在時間點上的巧合成為令他對此有所感慨。
連載結束後，之前累積的創作經歷也改變宮崎駿一些思維，他發現心中開始有想使勁流著汗努力活著的想法。

### 獎項
- 1983年第2屆漫畫奧斯卡獎：評選委員獎勵賞[39]
- 1994年第23屆日本漫畫家協會獎：最大獎[39]
- 1995年第26屆星雲獎漫畫部門：最佳漫畫[41]
- 2006年日本媒體藝術100選：漫畫部門第8名[42]

## 改編作品

### 動畫版
《風之谷》的動畫電影版是在1983年開始製作，除了由宮崎駿親自替此部影片執導外，另有找來與他有長年合作關係的前輩高畑勳擔任影片製作人。
動畫版以漫畫版前兩集範圍的劇情作為改編，上映後有獲得約91萬名觀眾進場、票房約14億日圓的佳績。

### 歌舞伎戲劇
松竹電影公司計劃在2019年12月期間於東京銀座一帶的新橋演舞場，上演以歌舞伎方式所改編的《風之谷》舞台劇。不同於動畫版是僅改編原作漫畫前兩集內容，歌舞伎版本是呈現出原作漫畫全七冊的劇情。
歌舞伎戲劇的編導是由G2所負責，故事內容則由曾在多部吉卜力動畫裡編寫過劇本的丹羽圭子撰寫。角色方面皆由男性歌舞伎演員飾演，其中主角娜烏西卡為尾上菊之助擔任、庫夏娜則是中村七之助所演出。